# Trolleybus van Eberswalde

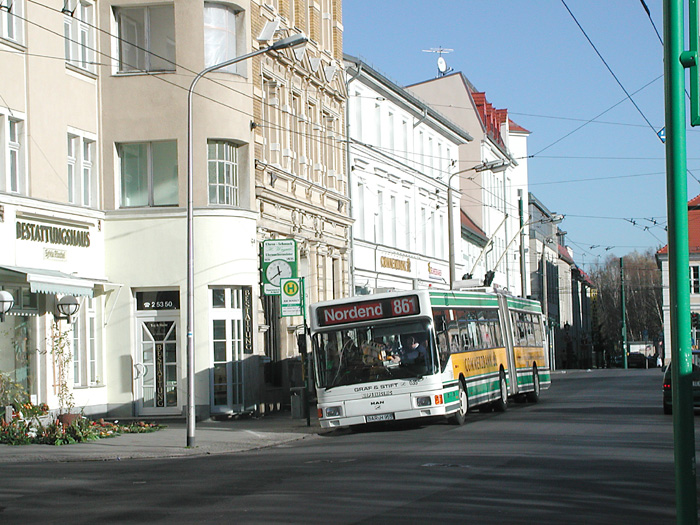
MAN-trolleybus in Eberswalde, 2004

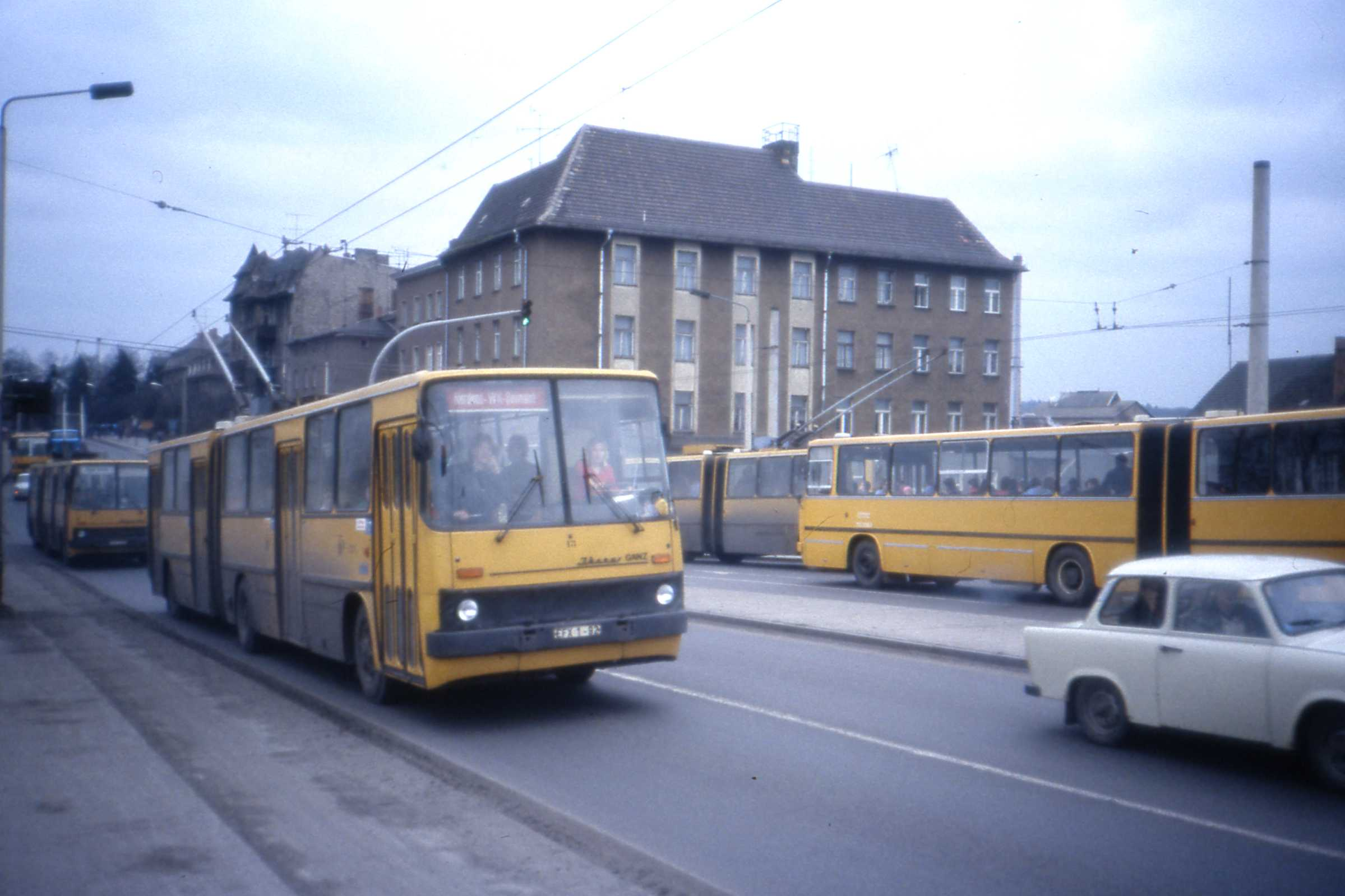
Ikarus trolleybussen in Eberswalde, 1990

De trolleybus van Eberswalde in Duitsland is de belangrijkste vorm van openbaar vervoer binnen deze stad. De eerste trolleybus reed op 3 november 1940.
In 2024 is het trolleynet van Eberswalde ongeveer 11 kilometer lang en wordt het bereden door twee lijnen. Beide lijnen lopen van west naar oost en volgen grotendeels dezelfde route. Alleen in het oosten hebben de lijnen een eigen eindpunt. In het westen rijden de trolleybussen in een lus door de woonwijk 'Brandenburgisches Viertel'. Lijn 861 rijdt tegen de klok in en lijn 862 rijdt met de klok mee.
De trolleybus wordt geëxploiteerd door streekvervoerbedrijf Barnimer Busgesellschaft (BBG). Jaarlijks vervoert BBG 4,2 miljoen mensen per trolleybus.

## Wagenpark
Vervoerbedrijf BBG bezit 15 gelede MAN-trolleybussen, waarvan er maximaal 14 nodig zijn om de dienst uit te voeren.

## Lijnen
| 861 | Lus Brandenburgisches Viertel (Wolfswinkel - Forsthaus - Kleiner Stern - Schönholzer Straße - Waldhäuschen - Brandenburger Allee - Potsdamer Allee - Frankfurter Allee - Barnimer Heide - Spechthausener Straße) - Eisenspalterei - Kranbau/Kreishaus - Boldtstraße - Werbelliner Straße/Westend-Kino - Schöpfurter Straße - Busbahnhof - Eberswalde Hauptbahnhof - Grabowstraße - Karl-Marx-Platz - Friedrich-Ebert-Straße - Am Markt - Leibnitzviertel/Robert-Koch-Straße - Ackerstraße - Lus Nordend (Dr.-Gillwald-Höhe - Neue Straße - Clara-Zetkin-Weg - Nordend - Rosengrund) |
| 862 | Lus Brandenburgisches Viertel (Spechthausener Straße - Uckermarkstraße - Zum Specht - Potsdamer Straße - Brandenburger Allee - Waldhäuschen - Kleiner Stern - Forsthaus - Wolfswinkel) - Eisenspalterei - Kranbau/Kreishaus - Boldtstraße - Werbelliner Straße/Westend-Kino - Schöpfurter Straße - Busbahnhof - Eberswalde Hauptbahnhof - Grabowstraße - Karl-Marx-Platz - Friedrich-Ebert-Straße - Am Markt - Schneiderstraße - Gertraudenstraße - Am Friedhof - Freienwalder Straße - Saarstraße - Karl-Bachstraße/Sommerfelder Straße - Ostend                                   |